# Diritti televisivi del calcio in Europa
Le norme sui diritti televisivi del calcio in Europa regolano la trasmissione, in diretta o in differita, delle partite di calcio in ambito europeo. 

## Calcio e TV
La televisione e il calcio hanno uno stretto collegamento tra di loro. La prima partita di calcio trasmessa in televisione dalla BBC è stata una partita amichevole tra la prima e la seconda squadra dell'Arsenal, già il 16 settembre 1937. In Italia, lo stesso giorno della nascita della tv, il 3 gennaio 1954 (l'apertura ufficiale delle trasmissioni RAI), è nata anche la trasmissione “La domenica sportiva”. Il 24 gennaio 1954 per la prima volta è stata trasmessa in diretta una partita di calcio, l'amichevole Italia-Egitto. 
Tuttavia, almeno fino al 1980 la gestione dei diritti televisivi per il calcio ha avuto un ruolo economico marginale. L'inizio degli anni '90 è stato invece contrassegnato da un forte sviluppo tecnologico: sono comparse le piattaforme a pagamento e le partite di calcio in Europa iniziano a vedersi tramite un pagamento. 
A partire da quel periodo, le emittenti televisive versano ogni anno una somma considerevole nelle casse delle società calcistiche professionistiche. Per diverse società calcistiche i ricavi economici annuali provenienti dalle piattaforme televisive sono superiori a quelli ricavati da altri mezzi come abbonamenti, biglietti o sponsorizzazioni.

### Cambiamenti nel tempo
In Inghilterra, prima del 1992 i ricavi generati dalla vendita dei diritti televisivi erano divisi: 50% per le squadre della prima divisione, 25% per le squadre della seconda divisione e il restante 25% per quelle della terza e quarta divisione. Nel 1992, per aumentare i guadagni, le società sportive della prima divisione della Football League hanno accettato di formare una nuova competizione, la Premier League, direttamente sotto il controllo della Federazione calcistica dell'Inghilterra. Ciò ha permesso loro di sfuggire al controllo di maggioranza dei club più piccoli in lega, e in particolare di controllare direttamente la vendita dei diritti di trasmissione e la distribuzione dei ricavi associati. Le squadre di calcio della Premier League britannica hanno registrato un aumento del fatturato dal 1991/92 al 1997/98 del 250%, rendendo la Premier League la più grande dell'Europa, con un reddito nel 1997/98 tre volte più alto di quello della lega francese e 42% maggiore di quello della Serie A in Italia.
La stagione 1996-1997 in Italia è stata l'ultima dove la distribuzione dei ricavi dai diritti televisivi era uguale per ognuna delle 38 società aderenti alla lega calcio, mentre con lo sviluppo delle piattaforme a pagamento le cose sono cambiate. Dal 1999 la vendita dei diritti è passata dalla negoziazione centralizzata alla negoziazione individuale. 
Nel 1998 in Italia, Spagna e Francia gli incassi dei diritti televisivi formavano una percentuale superiore al 35% degli incassi totali. Per il Milan invece, nel bilancio della stagione 1999-2000 più di 2/3 dei ricavi veniva dalla vendita di tali diritti. La dipendenza calcio-televisione è visibile anche nella modifica dei calendari, degli orari e della formula dei competizioni. Il percorso di crescita è uguale a quello degli sport professionistici negli Stati Uniti; per questa ragione si parla di americanizzazione del calcio europeo.
| Settore                    | Ricavi (in miliardi di lire) |
| -------------------------- | ---------------------------- |
| Campionato                 | 142                          |
| Coppe europee              | 40                           |
| Coppa Italia e amichevoli  | 48                           |
| Abbonamenti                | 192                          |
| Incassi da gare            | 423                          |
| Sponsorizzazioni           | 136                          |
| Diritti televisivi         | 467                          |
| Pubblicità                 | 57                           |
| Cessione temporanea atleti | 16                           |
| Altri                      | 94                           |
| Totale altri ricavi        | 863                          |
| Totale                     | 1.258                        |

| Ricavi                           | Regno Unito | Italia | Spagna | Francia |
| -------------------------------- | ----------- | ------ | ------ | ------- |
| Biglietti e abbonamenti          | 36%         | 36%    | 45%    | 23%     |
| Merchandising e sponsorizzazioni | 37%         | 25%    | 17%    | 29%     |
| Diritti televisivi               | 27%         | 39%    | 38%    | 48%     |

| Anni    | Valore (in milioni di sterline) | Variazione |
| ------- | ------------------------------- | ---------- |
| 1992-97 | 192                             | -          |
| 1997-01 | 670                             | +250%      |
| 2001-04 | 1 200                           | +79%       |
| 2004-07 | 1 024                           | -15%       |
| 2007-10 | 1 706                           | +67%       |
| 2010-13 | 1 782                           | +4%        |
| 2013-16 | 3 018                           | +69%       |
| 2016-19 | 5 136                           | +70%       |

Nel 2000, il 50% degli incassi della Premier League sono stati spartiti ugualmente, 25% sulla base del numero delle partite trasmesse in tv e gli altri 25% in base alla posizione in classifica
Le offerte per il diritto di trasmissione della Champions League europea dal 1999-2002 sono state più alte rispetto a quelle precedenti in Francia, Germania, Italia, Spagna e nel Regno Unito. Anche altri eventi sportivi, come il Tour de France, Formula 1 e tennis, attirano visibilità in ciascuno di questi paesi, ma il calcio domina.
Sky Italia, a giugno 2005 ha contato 3,4 milioni di abbonati. Il lato competitivo tra gli operatori televisivi a pagamento è stato sempre imperfetto, dovuta anche alla complessità del meccanismo di vendita dei diritti televisivi. A tale competizione sono serviti servono degli interventi regolamentari appropriati.
La concessionaria del servizio pubblico (Rai) nel 2005 era il principale operatore in termini di ricavi. Il suo stato di crescita nello stesso anno è stato solo del 1%, mentre il tasso di crescita di Mediaset era 5% e di Sky 29%. Lo stesso Sky raccoglieva più del 21% delle risorse complessive del sistema televisivo.
La vendita dei diritti si inserisce in un contesto in cui il mercato della Pay TV è in continuo cambiamento, con le nuove tecnologie che hanno trasformato il preesistente modello di business, mentre i servizi multimediali hanno rivoluzionato la concorrenza del mercato. Alla fine del 2014, dopo una notevole crescita, le Pay TV avevano 920 milioni di abbonati in tutto il mondo, con un giro di affari di 269 miliardi di dollari.
| Paesi       | 1996  | 1997  | 1998  | 1999  |
| ----------- | ----- | ----- | ----- | ----- |
| Regno Unito | 5 572 | 6 183 | 6 497 | 7 139 |
| Francia     | 4 566 | 5 272 | 6 050 | 6 473 |
| Spagna      | 1 463 | 1 567 | 1 691 | 2 231 |
| Germania    | 1 429 | 1 703 | 1 968 | 1 831 |
| Italia      | 770   | 927   | 1 203 | 1 831 |

Gli operatori di telecomunicazione hanno inoltre dato la possibilità agli utenti di guardare le partite di calcio anche nei dispositivi telefonici.
Chiaramente la significativa crescita dell'utilizzo degli smartphone in Europa ha facilitato questo ripensamento strategico e ha comportato una revisione continua, da parte delle migliori emittenti televisive, del modo in cui sono gestiti i contenuti.

### Binomio complesso
Con la diffusione delle piattaforme a pagamento, le autorità antitrust sono intervenute a risolvere in tanti casi i problemi legati alla separazione dei diritti nello sport e sempre di più sono dimostrate interessate al calcio. 
In Italia, dopo la sua fondazione nel 1990, l'AGCM ha negato il diritto di acquistare una società di calcio alle emittenti televisive, cosa che invece era stata possibile in precedenza per il Milan, acquistato da Mediaset, e per la Fiorentina. L'AGCM ha inoltre stabilito il 1º luglio 1999 che i diritti potevano essere venduti individualmente per le partite giocate in casa, mentre per i momenti salienti delle partite poteva decidere la lega calcio con una vendita collettiva.
In generale, si ritiene che la vendita collettiva metta a rischio la concorrenza dei mercati televisivi e richieda l'intervento di altre autorità. La vendita individuale agevola la presenza di una pluralità di emittenti. Le regole connesse sono in continuo cambiamento. 

#### Caso BSkyB-Manchester United
Nel 1999 la Monopolies and Mergers Commission (MMC) in Inghilterra decise di bloccare l'acquisto del Manchester United da parte di BSkyB per i seguenti motivi: 
- Effetti indesiderati delle fusioni verticali e problemi legati all'accesso al mercato e alla concorrenzialità per i diritti della Premier League.
- Impatto sulla concorrenza per i diritti del campionato.
- Vantaggi dell'offerente all'asta.
- Effetti calamita legati ad accordi di vendita alternativa.

Praticamente, l'acquisto del Manchester United da parte dell'emittente televisiva le avrebbe dato la possibilità di avere i diritti televisivi anche in caso di una decisione negativa per tutta la Premier League.

## Pirateria e diritti d'autore
Con lo sviluppo di internet, uno dei problemi più grandi è la pirateria, o la pratica di condivisione in violazione dei diritti d'autore. Tale problema è un costo aggiunto per le piattaforme televisive. La UEFA, l'organo di governo del calcio europeo, assicura l'80% delle sue entrate dalla vendita dei diritti alle emittenti televisive. La vendita di diritti per lo sport, in particolare per il calcio, alle emittenti, è diventata una attività internazionale per un valore di circa 30 miliardi di dollari all'anno. Nell'agosto del 2015, Javier Tebas, presidente della Lega spagnola di calcio (LFP) ha dichiarato che la pirateria nel mercato spagnolo è costata al campionato 300 milioni di euro a stagione.

### Caso Murphy-Football Association Premier League
Il caso Murphy è uno dei casi più interessanti nel Regno Unito della violazione delle leggi per i diritti d'autore. Karen Murphy, proprietaria di un bar a Portsmouth acquistò un abbonamento con l'emittente greca Nova, che aveva i diritti greci di trasmettere le partite in diretta della Premier League inglese, importò un decodificatore e una carta greca e trasmise le partite del campionato inglese nel suo bar. Sky, l'emittente che aveva i diritti televisivi del campionato nel Regno Unito, aveva due pacchetti di abbonamento che si distinguevano tra abbonamento domestico/privato (un abbonamento commerciale che ti consente di farlo comunicare la trasmissione ad un pubblico). L'abbonamento di Sky Sports per un bar costava 700 sterline al mese, mentre l'abbonamento all'emittente greca costava circa 800 sterline all'anno. Karen Murphy è stata denunciata per violazione del diritto d'autore. Alla fine della sentenza, anche se la causa è stata a favore di Football Association Premier League (FAPL), tutte e due le parti hanno avuto le loro soddisfazioni. Da una parte Murphy è sfuggita alla condanna per aver utilizzato una scheda di decodifica satellitare importata, per mostrare la programmazione calcistica della Premier League di un'emittente greca, mentre dall'altra parte la FAPL ha ricevuto la conferma che i bar del Regno Unito non possono trasmettere partite della Premier League da altre emittenti dell'Unione europea.

## Diritti televisivi nei principali campionati in Europa
Anche se i mercati sono simili, nel 2020 esistono molte differenze tra i principali paesi europei nel modo in cui vengono venduti i diritti televisivi per il campionato nazionale. 
Nel Regno Unito un numero limitato di partite è venduto per la trasmissione in diretta ad una singola emittente (che le rende disponibili anche ad altre piattaforme) sulla base che nessun altro diritto venga venduto dalla società. 
In Francia, la stessa lega ha tolto questa forma di esclusività nonostante la protezione legislativa. 
In Italia, il Parlamento ha approvato un regolamento che vieta a una singola emittente il diritto di trasmettere più del 70% delle partite in diretta; l'autorità garante della concorrenza vieta la vendita collettiva da parte della Lega. 
In Germania, al contrario, il Parlamento ha approvato una legge che ha esentato la lega calcio dalla legislazione anti-cartello.

### Inghilterra
La Premier League è la lega che genera i più alti guadagni da diritti televisivi tra i cinque principali campionati europei. I diritti di trasmettere le partite sono stati venduti per un totale di 4,995 miliardi di sterline per il triennio 2019-2022, tra cui 4,725 miliardi di sterline venduti a Sky Sports e BT Group e 270 milioni di sterline venduti ad Amazon. 
La rivalità tra Sky e BT negli ultimi anni ha portato a una crescita del 70% nelle ultime due aste, quella del 2013-2016 (1,78 miliardi di sterline) e del 2016-2019 (5,13 miliardi di sterline). 
In un anno calcistico Sky Sports trasmette 128 partite in diretta, BT Sport 52 partite e Amazon 20 partite. Per la prima volta, dopo diversi mesi di negoziazione, sono stati venduti anche pacchetti per trasmettere online le partite della Premier League. Le partite sono quindi disponibili per gli abbonati di Amazon Prime, che nel 2008 erano più di 100 milioni.

### Francia
I diritti di trasmettere le partite di Ligue 1 sono stati venduti per 4,688 miliardi di euro per il quadriennio 2020-2024 a Mediapro in Francia e 4,152 miliardi di euro a beIN Sports a Monaco. Questa è stata la prima volta che la vendita dei diritti televisivi del campionato francese ha sorpassato 1 miliardo di euro a stagione, mentre per il quadriennio precedente aveva portato 762 milioni di euro a stagione. Tuttavia, questa è la prima volta che l'emittente storica del campionato francese Canal+, che ha trasmesso dal 1984 al 2020, non avrà la possibilità di trasmettere le partite.

### Germania
I diritti di trasmettere le partite di Bundesliga sono stati venduti per 4,64 miliardi di euro per il quadriennio 2017-2021. I diritti dal 2021 al 2025 sono stati venduti per 4,4 miliardi di euro. Il valore dei diritti TV del campionato tedesco per le quattro stagioni dal 2021/22 al 2024/2025 è leggermente diminuito, passando da €1,16 miliardi a stagione dell'assegnazione precedente a €1,1 miliardi. Le partite sono divise tra diverse emittenti televisive: 200 partite sono trasmesse Sky Deutschland, 106 partite sono trasmesse da DAZN, mentre la prima partita del campionato e altre 2 (17ª e 18ª) insieme alla partita di Supercoppa sono trasmesse dall'emittente ProSieben. I momenti salienti delle partite si trasmettono in tutte le emittenti pubbliche.

### Spagna
I diritti di trasmettere le partite de LaLiga sono stati venduti a 2 emittenti televisive diverse, Movistar e DAZN, per un totale di 4,95 miliardi per il quinquennio che va dalla stagione 2022/23 alla stagione 2026/27 (€990 milioni per anno) , mentre in precedenza erano stati aggiudicati per la somma di 3,42 miliardi di euro per il triennio 2019-2022 (€1,140 miliardo per anno).

### Italia
In Italia sono 2 le emittenti televisive che trasmettono la Serie A, Sky Sport e DAZN. Il diritto di trasmettere le partite di Serie A è stato venduto per un totale di 2,919 miliardi di euro per il triennio 2018-2021. Il numero di partite che trasmette Sky Sport è 266 partite (7/10 per ogni settimana), mentre l'altra emittente trasmette 114 partite (3/10). Questo diritto è stato assegnato 2 volte. La prima volta il diritto è stato acquistato da Mediapro, che però non ha presentato le garanzie bancarie necessarie; per questo motivo la Lega Serie A è stata costretta a riaprire alle altre emittenti televisive. Per il triennio seguente, ossia 2021-2024, DAZN trasmette in Italia tutte le 380 partite della serie A per tutti e tre gli anni sulla sua piattaforma streaming, mentre Sky solo 3 partite a giornata per un totale di 114 match a stagione, queste ultime di proprietà di Sky, sono comunque trasmesse allo stesso modo su Dazn.

## Spartizione diritti televisivi
Dalla nascita delle piattaforme televisive, diversi paesi in Europa hanno scelto modalità diverse di spartizione dei diritti televisivi. La spartizione nelle cinque principali leghe europee è la seguente:

### Premier League 2018-2019
Nella stagione 2018-2019 sono stati spartiti tra i vari club 2 456 miliardi di sterline, frutto dei ricavi generati dalla vendita dei diritti televisivi.
| Squadra           | Partite trasmesse | Parti uguali (£) | Pagamento per nº partite (£) | Merito sportivo (£) | TV internazionali (£) | Commerciale (£) | Totale (£)    |
| ----------------- | ----------------- | ---------------- | ---------------------------- | ------------------- | --------------------- | --------------- | ------------- |
| Manchester City   | 26                | 34 361 519       | 30,104,476                   | 38 370 360          | 43 184 608            | 4 965 392       | 150 986 355   |
| Liverpool         | 29                | 34 361 519       | 33 461 785                   | 36 451 842          | 43 184 608            | 4 965 392       | 152 425 146   |
| Chelsea           | 25                | 34 361 519       | 28 985 373                   | 34 533 324          | 43 184 608            | 4 965 392       | 146 030 216   |
| Tottenham         | 26                | 34 361 519       | 30 104 476                   | 32 614 806          | 43 184 608            | 4 965 392       | 145 230 801   |
| Arsenal           | 25                | 34 361 519       | 28 985 373                   | 30 696 288          | 43 184 608            | 4 965 392       | 142 193 180   |
| Manchester United | 27                | 34 361 519       | 31 223 579                   | 28 777 770          | 43 184 608            | 4 965 392       | 142 512 868   |
| Wolverhampton     | 15                | 34 361 519       | 17 794 343                   | 26 859 525          | 43 184 608            | 4 965 392       | 127 165 114   |
| Everton           | 18                | 34 361 519       | 21 151 652                   | 24 940 734          | 43 184 608            | 4 965 392       | 128 603 905   |
| Leicester City    | 15                | 34 361 519       | 17 794 343                   | 23 022 216          | 43 184 608            | 4 965 392       | 123 328 078   |
| West Ham United   | 16                | 34 361 519       | 18 913 446                   | 21 103 698          | 43 184 608            | 4 965 392       | 122 528 663   |
| Watford           | 10                | 34 361 519       | 12 198 828                   | 19 185 180          | 43 184 608            | 4 965 392       | 113 895 527   |
| Crystal Palace    | 12                | 34 361 519       | 14 437 034                   | 17 266 662          | 43 184 608            | 4 965 392       | 114 215 215   |
| Newcastle United  | 19                | 34 361 519       | 22 270 755                   | 15 348 144          | 43 184 608            | 4 965 392       | 120 130 418   |
| AFC Bournemouth   | 10                | 34 361 519       | 12 198 828                   | 13 429 626          | 43 184 608            | 4 965 392       | 108 139 973   |
| Burnley           | 11                | 34 361 519       | 13 317 931                   | 11 511 108          | 43 184 608            | 4 965 392       | 107 340 558   |
| Southampton       | 10                | 34 361 519       | 12 198 828                   | 9 592 590           | 43 184 608            | 4 965 392       | 104 302 937   |
| Brighton          | 13                | 34 361 519       | 15 556 137                   | 7 674 072           | 43 184 608            | 4 965 392       | 105 741 728   |
| Cardiff City      | 12                | 34 361 519       | 14 437 034                   | 5 755 554           | 43 184 608            | 4 965 392       | 102 704 107   |
| Fulham            | 13                | 34 361 519       | 15 556 137                   | 3 837 036           | 43 184 608            | 4 965 392       | 101 904 692   |
| Huddersfield      | 10                | 34 361 519       | 12 198 828                   | 1 918 518           | 43 184 608            | 4 965 392       | 96 628 865    |
| Totale            | 342               | 687 230 380      | 402 889 186                  | 402 888 780         | 863 692 160           | 99 307 840      | 2 456 008 346 |

### Ligue 1 2018-2019
Nella stagione 2018-2019 sono stati spartiti 600 milioni di euro tra i vari club del massimo campionato francese, di cui il 10% è andato al Paris Saint-Germain Football Club.
| Classifica | Squadra       | Totale squadra (mln €) |
| ---------- | ------------- | ---------------------- |
| 1          | PSG           | 59,9                   |
| 2          | Marseille     | 48,2                   |
| 3          | Lyon          | 46,7                   |
| 4          | Lille         | 40,4                   |
| 5          | Bordeaux      | 38,4                   |
| 6          | Saint-Etienne | 32,4                   |
| 7          | Monaco        | 32,1                   |
| 8          | Montpellier   | 29,6                   |
| 9          | Rennes        | 28,6                   |
| 10         | Nice          | 28                     |
| 11         | Toulouse      | 24,9                   |
| 12         | Lorient       | 24,8                   |
| 13         | Guingamp      | 22,7                   |
| 14         | Bastia        | 21,9                   |
| 15         | Caen          | 21,6                   |
| 16         | Reims         | 21,5                   |
| 17         | Nantes        | 21,5                   |
| 18         | Lens          | 21,4                   |
| 19         | Evian         | 19,4                   |
| 20         | Metz          | 19,1                   |

### Bundesliga 2017-2018
Nella stagione 2017-2018 sono stati spartiti tra i vari club 1,027 miliardi di euro, soldi divisi in base alle prestazioni nell'ultimo anno, ultimi 5 e ultimi 20. Altri soldi sono distribuiti dalle tv nazionali e quelli internazionali.
| Soldi TV | Squadra                  | Ultimo anno (mln €) | Ultimi 5 anni (mln €) | Ultimi 20 anni (mln €) | Commerciale (mln €) | TV (mln €) | TV internazionali (mln €) | Totale squadra (mln €) |
| -------- | ------------------------ | ------------------- | --------------------- | ---------------------- | ------------------- | ---------- | ------------------------- | ---------------------- |
| 1        | Bayern Munich            | 40,6                | 15                    | 3                      | 1,9                 | 60,4       | 37,3                      | 97,7                   |
| 2        | Borussia Dortmund        | 39,6                | 15                    | 2,8                    | 1,8                 | 59,1       | 29,2                      | 88,3                   |
| 3        | Schalke 04               | 36,4                | 15                    | 2,7                    | 1,7                 | 55,8       | 23,9                      | 79,7                   |
| 4        | Bayer Leverkusen         | 37,5                | 15                    | 2,9                    | 1,8                 | 57,1       | 20,7                      | 77,7                   |
| 5        | Borussia Mönchengladbach | 38,5                | 15                    | 2,1                    | 1,8                 | 57,3       | 13,4                      | 70,7                   |
| 6        | Wolfsburg                | 34,3                | 14                    | 2,2                    | 1,6                 | 52,1       | 14                        | 66,2                   |
| 7        | Hoffenheim               | 35,4                | 15                    | 1,2                    | 1,6                 | 53,1       | 2,8                       | 56                     |
| 8        | Hertha Berlin            | 33,3                | 13,1                  | 2,3                    | 1,6                 | 50,2       | 5,1                       | 55,3                   |
| 9        | Mainz 05                 | 30,5                | 10,9                  | 1,6                    | 1,5                 | 44,4       | 6,8                       | 51,3                   |
| 10       | Cologne                  | 32,2                | 12,2                  | 1,4                    | 1,5                 | 47,3       | 2,8                       | 50,1                   |
| 11       | Augsburg                 | 30,5                | 10,9                  | 0,9                    | 1,4                 | 43,6       | 5,3                       | 48,9                   |
| 12       | Werder Bremen            | 28,6                | 9,7                   | 2,6                    | 1,3                 | 42,2       | 5,8                       | 48                     |
| 13       | Eintracht Frankfurt      | 27,3                | 8,9                   | 1,7                    | 1,2                 | 39,1       | 6,6                       | 45,6                   |
| 14       | Freiburg                 | 25,9                | 8,1                   | 1,9                    | 1,1                 | 37         | 4,8                       | 41,8                   |
| 15       | Stuttgart                | 21,7                | 5,8                   | 2,5                    | 1                   | 30,9       | 9,7                       | 40,6                   |
| 16       | Hamburg                  | 24,5                | 7,2                   | 2,4                    | 1,1                 | 35,2       | 5,1                       | 40,3                   |
| 17       | Hannover 96              | 23,1                | 6,4                   | 1,8                    | 1                   | 32,3       | 6,8                       | 39,2                   |
| 18       | RB Leipzig               | 20,3                | 5,1                   | 0,6                    | 0,8                 | 26,8       | 2,8                       | 29,6                   |
| Totale   | Totale                   | 560                 | 201,8                 | 36,6                   | 25,6                | 824        | 203                       | 1,027                  |

### La Liga
In Spagna, La Liga ha introdotto un accordo collettivo, basato su una quota pari al 50%, 25% per le prestazioni negli ultimi 5 anni e 25% per la popolarità.
| Squadra             | 2017/18 (mln €) | 2018/19 (mln €) |
| ------------------- | --------------- | --------------- |
| Barcelona           | 154             | 166,5           |
| Real Madrid         | 148             | 155,3           |
| Atletico Madrid     | 111             | 119,2           |
| Sevilla             | 74              | 80,1            |
| Valencia            | 66              | 78,7            |
| Athletic Bilbao     | 73              | 74,8            |
| Villareal           | 66              | 74,3            |
| Betis               | 53              | 62,3            |
| Real Sociedad       | 62              | 59,1            |
| Espanyol            | 52              | 58,3            |
| Celta Vigo          | 53              | 55,7            |
| Eibar               | 46              | 50,8            |
| Getafe              | 45              | 50,5            |
| Alaves              | 46              | 49,9            |
| Levante             | 45              | 49,5            |
| Girona              | 43              | 48,6            |
| Leganes             | 43              | 47,6            |
| Valladolid          | 0               | 47,6            |
| Rayo Vallecano      | 0               | 47,4            |
| Huesca              | 0               | 44,2            |
| Las Palmas          | 47              | 0               |
| Malaga              | 54              | 0               |
| Deportivo La Coruña | 46              | 0               |
| Totale              | 1,326           | 1,420           |

### Serie A 2018-2019
In Italia, Nella stagione 2018-2019, sono stati spartiti tra i vari club 1,150 miliardi di euro, divisi in parti uguali, in base alla storia, numero di persone che l'hanno seguito e poi una percentuale per le prestazioni sportive dell'ultimo anno e dei ultimi 5.
| Squadra       | Parti uguali 50% (mln €) | Tifosi 20% (mln €) | Storia 5% (mln €) | 5 anni precedenti 10% (mln €) | Ultimo anno 15% (mln €) | Totale squadra (mln €) |
| ------------- | ------------------------ | ------------------ | ----------------- | ----------------------------- | ----------------------- | ---------------------- |
| Juventus      | 28,8                     | 23,7               | 5,5               | 11                            | 16,4                    | 85,3                   |
| Inter         | 28,8                     | 25,9               | 4,9               | 9,3                           | 14,8                    | 83,7                   |
| Milan         | 28,8                     | 22,6               | 5,2               | 7,7                           | 13,1                    | 77,3                   |
| Napoli        | 28,8                     | 19,5               | 3,3               | 9,9                           | 15,6                    | 77                     |
| Roma          | 28,8                     | 18,6               | 4,7               | 10,4                          | 9                       | 71,4                   |
| Lazio         | 28,8                     | 13,5               | 3,8               | 8,2                           | 14                      | 68,3                   |
| Fiorentina    | 28,8                     | 11,8               | 4,4               | 8,8                           | 11,5                    | 65,2                   |
| Sampdoria     | 28,8                     | 9,3                | 4,1               | 6                             | 12,3                    | 60,5                   |
| Atalanta      | 28,8                     | 9,0                | 2,7               | 6,6                           | 9,9                     | 56,9                   |
| Torino        | 28,8                     | 8,9                | 3,6               | 7,1                           | 8,2                     | 56,6                   |
| Genoa         | 28,8                     | 9,6                | 2,5               | 4,9                           | 6,6                     | 52,3                   |
| Sassuolo      | 28,8                     | 5,9                | 0,5               | 5,5                           | 10,7                    | 51,4                   |
| Cagliari      | 28,8                     | 7,3                | 1,9               | 3,3                           | 5,8                     | 47                     |
| Bologna       | 28,8                     | 9,5                | 3                 | 2,7                           | 2,5                     | 46,4                   |
| Udinese       | 28,8                     | 7,7                | 2,2               | 3,8                           | 3,3                     | 45,7                   |
| Parma         | 28,8                     | 6,1                | 1,6               | 1,6                           | 7,4                     | 45,5                   |
| Empoli        | 28,8                     | 4,8                | 1,1               | 2,2                           | 4,9                     | 41,8                   |
| Spal          | 28,8                     | 5,4                | 1,4               | 1,1                           | 4,1                     | 40,8                   |
| Chievo Verona | 28,8                     | 5,6                | 0,8               | 4,4                           | 0,8                     | 40,4                   |
| Frosinone     | 28,8                     | 5,2                | 0,3               | 0,5                           | 1,6                     | 36,5                   |
| Totale        | 575                      | 230                | 57,5              | 115                           | 172,5                   | 1 150                  |